# 余睽
余睽，中华人民共和国教育部长江学者特聘教授，四川大学教授、博士生导师，四川大学材料基因工程研究中心副主任，从事纳米材料设计、功能材料与细胞相互作用及水凝胶合成研究。